# Nuuk
Nuuk (pronunciación en groenlandés [nuːk]; en danés: Godthåb) es la capital y ciudad más poblada del territorio autónomo danés de Groenlandia. También es su principal centro cultural y económico, además de la sede del gobierno de la municipalidad de Sermersooq. Localizada a 64° 10′ de latitud norte, y 51° 43′ de longitud oeste, 240 km al sur del círculo polar ártico, su ubicación la hace la capital más septentrional del mundo. Cuenta con una población de 17 635 habitantes (est. 2017), lo cual representan una cuarta parte de la población total de Groenlandia, y la hace una de las capitales menos pobladas del mundo.
Nuuk recibe su energía eléctrica principalmente de la central hidroeléctrica Buksefjord, que funciona con energía renovable, a través de una línea eléctrica de 132 kV que cruza el fiordo Ameralik en una distancia de 5376 m (17 638 pies), el tramo libre más largo del mundo.

## Toponimia
Nuuk es la palabra para «cabo» en el dialecto groenlandés occidental (Kalaallisut). Su nombre proviene del hecho de que la ciudad se encuentra localizada al final del fiordo Nuup Kangerlua en la costa este del mar de Labrador. El nombre danés para la ciudad, «Godthåb», significa literalmente ‘Buena Esperanza’.

## Historia
La costa sudoeste de Groenlandia fue poblada por colonos vikingos procedentes de Islandia y Noruega dirigidos por Erik el Rojo a finales del siglo X. Tras varios siglos de ocupación, la comunidad vikinga desapareció en torno al siglo XV, el área fue habitada por los indígenas inuits procedentes del norte de la isla.
Nuuk fue fundada bajo el nombre de Godthåb el 29 de agosto de 1728 por el misionero noruego Hans Egede, tras el malogrado establecimiento, siete años antes (1721), de un asentamiento en la cercana isla de Håbets Ø (Isla de la Esperanza). Con ello se inició la colonización del lugar (bajo la corona noruego-danesa), que en sus primeros años fue bastante adversa: en 1733-1734 una epidemia de viruela acabó con la vida de la mayoría de la población inuit, y con la de la esposa del propio Egede, el cual regresó a Noruega poco después. Sus hijos continuaron su labor evangelística en Groenlandia. El puerto antiguo de Nuuk todavía conserva hoy día la casa de Egede.
Sus habitantes de origen danés aún suelen referirse a ella como Godthåb, si bien desde 1979 el nombre groenlandés, Nuuk, es el nombre oficial de la ciudad. Es la sede del gobierno de la comuna de Nuuk, que abarca unos 100 000 km² de la isla.
Nuuk dispone de una emisora de radio, un hospital, una universidad (la Universidad de Groenlandia, Ilisimatusarfik), dos hoteles, un centro cultural (Katuaq), un aeropuerto (Aeropuerto de Nuuk, donde opera Air Greenland) y diversas instalaciones de investigación científica. La pesca, el procesado del pescado, la caza y la cría de renos y de ganado ovino son las principales actividades económicas de la ciudad.

## Geografía

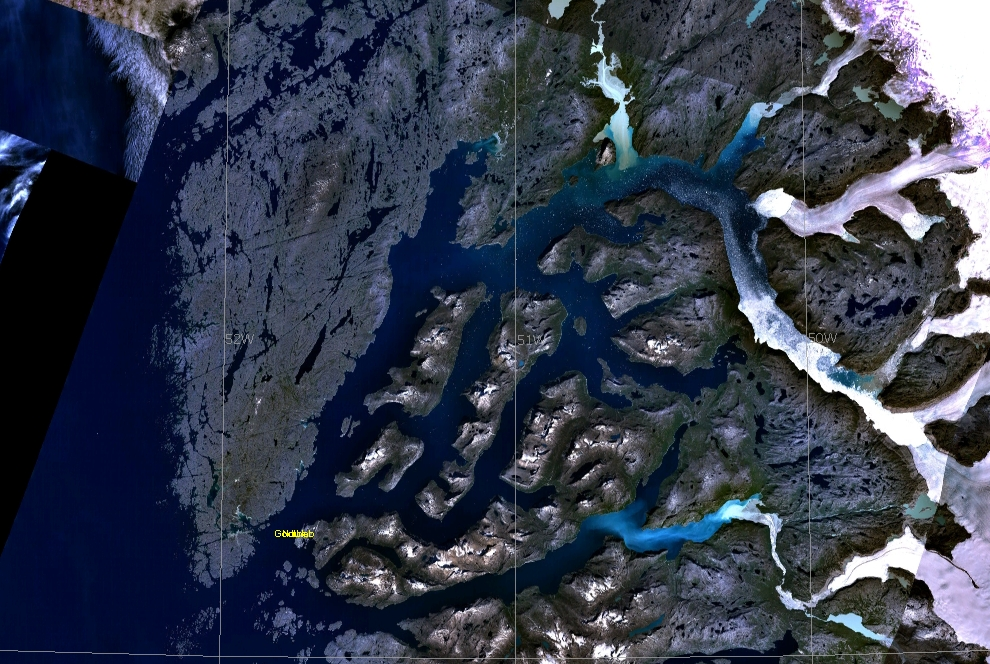
Vista satelital de "Nuup Kangerlua", con la localización de Nuuk (Godthab)

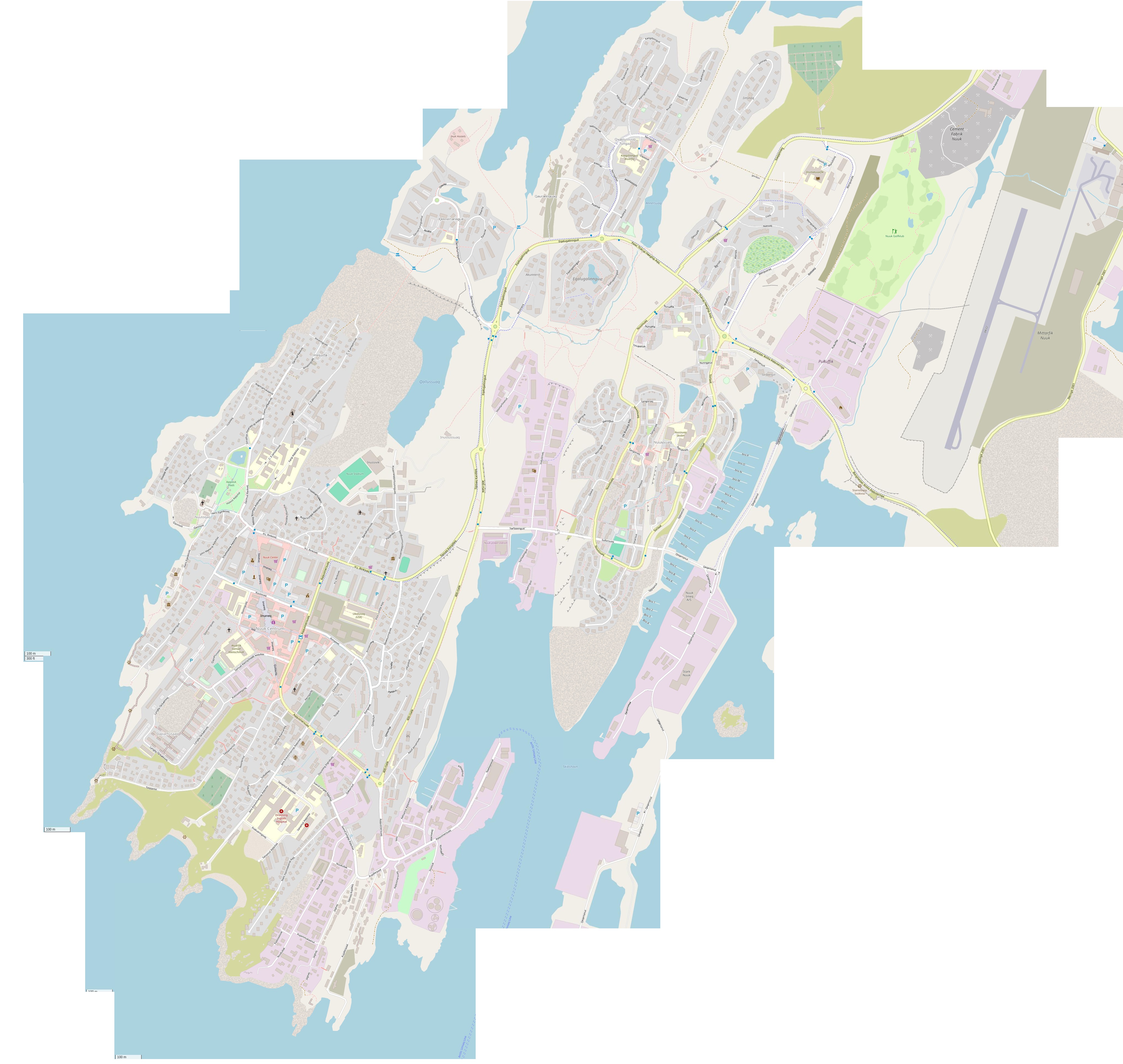
Mapa de Nuuk

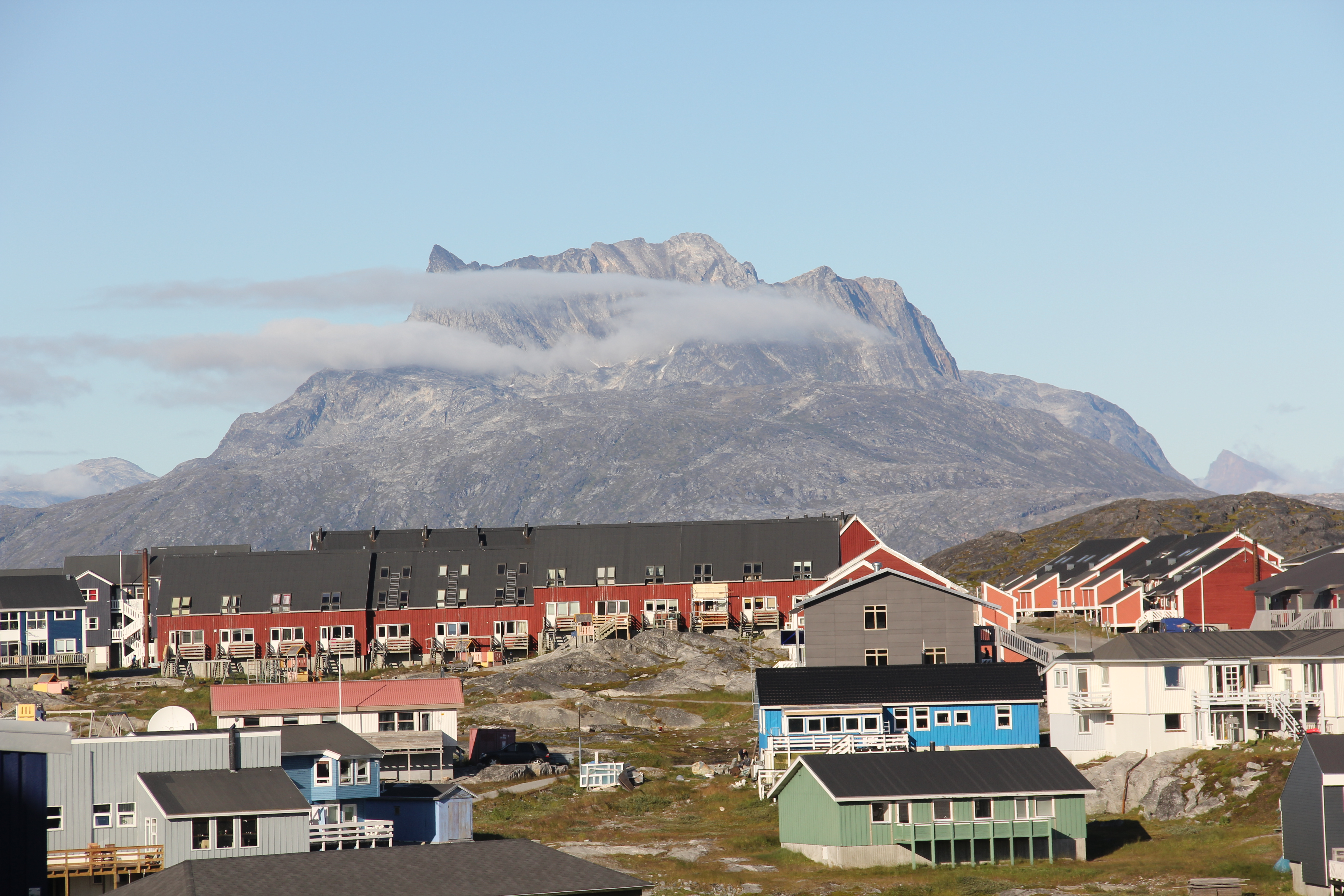
Sermitsiaq, vista desde Nuuk

Nuuk se encuentra en la desembocadura del fiordo conocido Nuup Kangerlua (anteriormente Río de Baal), a unos 10 km de las costas del mar de Labrador en la costa suroeste de Groenlandia, y unos 240 km al sur del círculo polar ártico. Inicialmente, el fiordo fluye hacia el noroeste, para a continuación, virar al suroeste a 64 ° 43’N 50 ° 37’W, dividiéndose en tres brazos en su tramo inferior, con tres grandes islas entre los brazos: Sermitsiaq, Qeqertarsuaq, y Qoornuup Qeqertarsua. El fiordo se ensancha en una bahía salpicada de islotes cerca de su desembocadura, abriéndose paso en el mar de Labrador. La montaña Sermitsiaq, localizada en la isla del mismo nombre, se cierne sobre la ciudad y se puede apreciar desde casi cualquier parte de Nuuk. La montaña ha dado su nombre al diario de circulación nacional, Sermitsiaq.

## Clima
En Nuuk, como en toda la costa de Groenlandia, el bioma predominante es la tundra (clima de tundra-ET). Los inviernos son largos, fríos y nevados, en los cuales las temperaturas permanecen por debajo del nivel de congelación, y los veranos son un poco más templados. La temperatura media anual es de -1,4 °C, con una oscilación anual de 16 °C. El mes más frío es marzo, con una media de -9,2 °C y el más caluroso es agosto, con 7,3 °C; tan solo se superan los 0 °C durante cuatro meses al año. Las precipitaciones anuales son de 782 mm, la mayor parte en forma de nieve, si bien en los meses más cálidos estas caen en forma de lluvia. La temperatura mínima histórica registrada (a partir de 1850) es de -50,8 °C, mientras que la máxima es 26,3 °C.

| Parámetros climáticos promedio de Nuuk, Groenlandia                     | Parámetros climáticos promedio de Nuuk, Groenlandia | Parámetros climáticos promedio de Nuuk, Groenlandia | Parámetros climáticos promedio de Nuuk, Groenlandia | Parámetros climáticos promedio de Nuuk, Groenlandia | Parámetros climáticos promedio de Nuuk, Groenlandia | Parámetros climáticos promedio de Nuuk, Groenlandia | Parámetros climáticos promedio de Nuuk, Groenlandia | Parámetros climáticos promedio de Nuuk, Groenlandia | Parámetros climáticos promedio de Nuuk, Groenlandia | Parámetros climáticos promedio de Nuuk, Groenlandia | Parámetros climáticos promedio de Nuuk, Groenlandia | Parámetros climáticos promedio de Nuuk, Groenlandia | Parámetros climáticos promedio de Nuuk, Groenlandia |
| Mes                                                                     | Ene.                                                | Feb.                                                | Mar.                                                | Abr.                                                | May.                                                | Jun.                                                | Jul.                                                | Ago.                                                | Sep.                                                | Oct.                                                | Nov.                                                | Dic.                                                | Anual                                               |
| ----------------------------------------------------------------------- | --------------------------------------------------- | --------------------------------------------------- | --------------------------------------------------- | --------------------------------------------------- | --------------------------------------------------- | --------------------------------------------------- | --------------------------------------------------- | --------------------------------------------------- | --------------------------------------------------- | --------------------------------------------------- | --------------------------------------------------- | --------------------------------------------------- | --------------------------------------------------- |
| Temp. máx. abs. (°C)                                                    | 13.5                                                | 13.0                                                | 13.2                                                | 14.6                                                | 18.3                                                | 23.8                                                | 26.3                                                | 25.1                                                | 23.8                                                | 19.9                                                | 15.8                                                | 13.2                                                | 26.3                                                |
| Temp. máx. media (°C)                                                   | −5.6                                                | −6.3                                                | −6.8                                                | −1.4                                                | 3.4                                                 | 7.7                                                 | 10.2                                                | 10.4                                                | 6.3                                                 | 1.8                                                 | −1.1                                                | −3.4                                                | 1.3                                                 |
| Temp. media (°C)                                                        | -8.2                                                | -9.1                                                | -9.2                                                | -3.6                                                | -0.8                                                | 4.4                                                 | 6.8                                                 | 7.3                                                 | 3.7                                                 | -0.3                                                | -3.4                                                | -5.8                                                | -1.4                                                |
| Temp. mín. media (°C)                                                   | −10.4                                               | −11.5                                               | −11.4                                               | −5.7                                                | −2.5                                                | 1.7                                                 | 3.8                                                 | 4.0                                                 | 2.8                                                 | −2.1                                                | −5.4                                                | −8.0                                                | −3.7                                                |
| Temp. mín. abs. (°C)                                                    | -32.5                                               | -29.6                                               | -27.5                                               | -30.0                                               | -19.0                                               | -10.3                                               | -6.6                                                | -4.7                                                | -8.2                                                | -16.6                                               | -24.4                                               | -25.2                                               | -32.5                                               |
| Precipitación total (mm)                                                | 54.7                                                | 51.1                                                | 49.1                                                | 45.6                                                | 56.5                                                | 60.6                                                | 81.3                                                | 89.1                                                | 90.2                                                | 66.5                                                | 75.2                                                | 62.0                                                | 781.6                                               |
| Días de precipitaciones (≥ 0.1 mm)                                      | 13.8                                                | 12.7                                                | 15.1                                                | 13.2                                                | 13.0                                                | 10.5                                                | 12.5                                                | 12.5                                                | 14.1                                                | 13.5                                                | 14.3                                                | 14.4                                                | 159.6                                               |
| Días de nevadas (≥ 1 mm)                                                | 13.6                                                | 12.1                                                | 14.5                                                | 11.4                                                | 9.4                                                 | 2.8                                                 | 0.1                                                 | 0.2                                                 | 4.3                                                 | 9.8                                                 | 12.7                                                | 13.8                                                | 104.7                                               |
| Horas de sol                                                            | 15.5                                                | 65.0                                                | 148.8                                               | 180.0                                               | 189.1                                               | 204.0                                               | 195.3                                               | 164.3                                               | 141.0                                               | 80.6                                                | 30.0                                                | 6.2                                                 | 1419.8                                              |
| Humedad relativa (%)                                                    | 78                                                  | 79                                                  | 81                                                  | 81                                                  | 84                                                  | 84                                                  | 87                                                  | 87                                                  | 83                                                  | 78                                                  | 76                                                  | 77                                                  | 81                                                  |
| Fuente n.º 1: Danish Meteorological Institute                           |                                                     |                                                     |                                                     |                                                     |                                                     |                                                     |                                                     |                                                     |                                                     |                                                     |                                                     |                                                     |                                                     |
| Fuente n.º 2: Deutscher Wetterdienst (humedad 1961–1990, sol 1980–1990) |                                                     |                                                     |                                                     |                                                     |                                                     |                                                     |                                                     |                                                     |                                                     |                                                     |                                                     |                                                     |                                                     |

## Sitios de interés
- Centro Cultural Katuaq
- Universidad de Groenlandia
- Museo Nacional de Groenlandia
- Nuuk Kunstmuseum
- Corporación Radiodifusora de Groenlandia
- Catedral de Nuuk
- Estatua de Hans Egede

## Ciudades hermanadas
- Aalborg, Dinamarca (desde 2002)
- Vantaa, Finlandia (desde 1965)
- Changchun, China
- Tiverton, Estados Unidos
- Lyngby-Taarbæk, Dinamarca
- Huddinge, Suecia
- Reikiavik, Islandia
- Punta Arenas, Chile
- Bocas del Toro, Panamá
- Sorong, Indonesia
- Oslo, Noruega
- Ittoqqortoormiit, Groenlandia

## Deportes
- Godthåbhallen – Estadio de balonmano de Nuuk.
- Nuuk Stadium – Estadio de fútbol de Nuuk.